# 李剑夫
李剑夫，1961年4月20日生，江西赣州人，民盟盟员，现任广东省中山市广东博文学校校长，中山市政治协商会议委员。